# Llanelli AFC
A Llanelli AFC egy walesi labdarúgócsapat, mely a Welsh Premier League-ben szerepel. Székhelye Llanelliben, Walesben található. Tulajdonosa Catherine Zeta-Jones nagybátyja, Robert Jones. A klub 2005-ben vált profivá, majd 2008-ban megnyerte a bajnokságot.

## Története
A Llanelli AFC-t 1896-ban alapították. Első sikerét 1914-ben érte el, amikor a bajnokság élén végzett, ezt aztán 1930-ban és 1933-ban is megismételte. Az 1950-es években a csapat szeretett volna felvételt nyerni a The Football League-be, hogy az angol bajnokságokban játszhasson tovább. Ennek érdekében több profi játékost is igazolt. Köztük volt Jock Stein is, aki később a Celtic és a skót válogatott legendája lett.
A „bádogemberek” csapata alapító tagja volt a League of Walesnek, azonban az 1995–96-os szezonban kiesett. Három év múlva visszajutott és rögtön az ötödik helyen végzett. A következő idényben csak azért nem esett ki, mert nem volt olyan csapat a másodosztályban, amely megfelelt volna az élvonal elvárásainak. Két év múlva aztán kizuhant a másodosztályba, de egy szezonnal később visszajutott.
A csapat 2005-ben vált profivá. Első profi szezonjában második lett, amivel kvalifikálta magát az UEFA-kupa selejtezőire. Az első körben legyőzte a svéd Gefle IF-et, majd a dán Odense BK-val került össze, amelytől összesítésben 6–1-es vereséget szenvedett.
A 2006–07-es évadot harmadikként zárta a Llanelli, ami Intertotó-kupa-indulást jelentett. Már az első körben kiestek a litván FK Vėtra ellen. 2008-ban a csapat walesi bajnok lett, így a Bajnokok Ligája selejtezőiben lépett pályára a lett FK Ventspils ellen. A hazai mérkőzést 1–0-ra megnyerte ugyan, de idegenben 4–0-s vereséget szenvedett.
A 2008–09-es második helyének köszönhetően bejutott az Európa-liga selejtezőibe.

## Sikerei
- Walesi bajnok
  - 1 alkalommal (2008)

- Walesikupa-győztes
  - 1 alkalommal (2011)

## Stadion
A Llanelli a 3700 néző befogadására alkalmas Stebonheath Parkban játssza hazai mérkőzéseit. A létesítmény korábban nem felelt meg az UEFA kritériumainak, így az európai kupamérkőzéseket a város rögbistadionjában, a Stradey Parkban játszotta. Llanelli két rögbicsapata, a Scarlets és a Llanelli RFC 2008-ban egy 14 000 férőhelyes stadiont építtetett magának. Többen úgy gondolták, a „Bádogemberek” is átteszik oda a székhelyüket, de maradtak a Stebonheath-ben.
2008 nyarán a stadionhoz építettek egy 300 szurkoló befogadására alkalmas, csak ülőhelyeket kínáló lelátót. Ezzel a Stebonheath ülőhelyeinek a száma ezerre nőtt, így már nemzetközikupa-mérkőzés megrendezésére is alkalmas.

## Jelenlegi keret
| #  |       | Poszt | Név                |
| -- | ----- | ----- | ------------------ |
| 1  | wales | K     | Ashley Morris      |
| 2  | wales | KP    | Matthew Jones      |
| 3  | wales | V     | Gary Lloyd         |
| 4  | wales | KP    | Andrew Mumford     |
| 6  | wales | V     | Wyn Thomas         |
| 7  | wales | CS    | Jason Bowen        |
| 8  | angol | KP    | Antonio Corbisiero |
| 9  | wales | CS    | Rhys Griffiths     |
| 10 | wales | KP    | Chris Holloway     |
| 11 | wales | CS    | Jordan Follows     |
| 12 | wales | CS    | Mark Pritchard     |
| 14 | wales | KP    | Craig Jones        |

| #  |       | Poszt | Név              |
| -- | ----- | ----- | ---------------- |
| 16 | wales | V     | Kieran Hayes     |
| 17 | wales | KP    | Declan John      |
| 18 | wales | K     | Craig Morris     |
| 19 | wales | V     | Nicky Holland    |
| 20 | wales | KP    | Dale Otten       |
| 21 | wales | V     | Andy Legg        |
| 22 | wales | V     | Lee Phillips     |
| 23 | wales | V     | Stephen Evans    |
| 24 | wales | V     | Antonio Facciuto |
| 25 | wales | V     | Rory Smitham     |
| -  | wales | V     | Steve Jenkins    |
| -  | wales | V     | Lee Jarman       |

## Válogatott játékosok
- Steve Jenkins Wales - 16 válogatottság
- Matt Jones Wales - 13 válogatottság
- Andy Legg Wales - 6 válogatottság
- Jason Bowen Wales - 2 válogatottság
- Mark Pritchard Wales U21 - 4 válogatottság, 2 gól
- Stephen Evans Wales U21 - 2 válogatottság
- Chris Holloway Wales U21 - 2 válogatottság
- Stuart Jones Wales U21 - 1 válogatottság
- Jordan Follows Wales U21

## Korábbi híres játékosok
- Billy Hughes
- Robbie James
- Rory Keane
- Jackie O'Driscoll
- Jack Marshall
- Jock Stein